# Один у темряві (фільм, 2005)
«Один у темряві» (англ. Alone in the Dark) — німецько-канадсько-американський фільм жахів з елементами бойовику 2005 року Уве Болла, який заснований на четвертому випуску однойменної відеоігри компанії Infogrames. Крістіан Слейтер виконав роль детектива у галузі паранормальних явищ Едварда Карнбі (головний герой в іграх), крім нього у фільмі знімались Тара Рід, Стівен Дорфф, Френк К. Тернер, Меттью Вокер, Вілл Сандерсон, Майк Допуд, Марк Ечесон, Даррен Шахлаві, Карін Коновал та Ед Андерс. Багато хто вважає фільм одним з найгірших фільмів, який коли-небудь випускали. Попри це, продовження вийшло 2008 року.

## Сюжет
Едвард Карнбі (Слейтер) — детектив, який спеціалізується на окультних та інших паранормальних речах. Скоріш за все він в дитинстві був предметом дивних експериментів, які залишили йому посилені здібності та «шосте почуття», яке дозволяє йому відчувати паранормальне. Протягом фільму стає відомо, що Карнбі працював у Бюро 713 — секретній урядовій організації, яка прагне захистити світ від паранормальних небезпек.
У вільний час Карнбі досліджував зникнення Абкані — давньої цивілізації, схожої на мая, яка поклонялася демонічним істотам з іншого виміру. Центральне місце сюжету — кілька артефактів, які були виявлені в 1967 році і тепер їх експонують у Міському музеї природознавства, де помічником куратора є подруга Карнбі Алін (Рейд). Незабаром Карнбі опиняється на дослідженні того самого вченого, який проводив експерименти над ним у дитинстві, працюючи з Алін та колишнім протеже (тепер суперником) командером Річардом Берком (Дорффом), замінивши його в Бюро 713 для зупинки вторгнення демонічних істот, схожих на чужого, що просочуються через портал, відкритий артефактами Абкані.

## У ролях
| Актор            | Роль                     |
| ---------------- | ------------------------ |
| Крістіан Слейтер | Едвард Карнбі            |
| Тара Рід         | Алін Седрак              |
| Стівен Дорфф     | Річард Берк              |
| Френк К. Тернер  | агент Фішер              |
| Меттью Вокер     | професор Ліонель Гадженс |
| Вілл Сандерсон   | агент Майлз              |
| Майк Допуд       | агент Тернер             |
| Франсуаза Їп     | агент Чеун               |
| Марк Ачесон      | капітан Чернік           |
| Деррен Шахлаві   | Джон Діллон              |
| Майк Допуд       | генерал Баклер           |
| Вілл Сандерсон   | Басстіан                 |
| Карін Коновал    | сестра Клара             |
| Ед Андерс        | Джеймс Пінкертон         |

## Альтернативний сценарій
Блер Еріксон придумав перші чернетки сценарію для фільму «Один у темряві». За словами Еріксона, Уве Болл змінив сценарій додавши більше екшну, а не трилеру. Еріксон висловив огиду до такого трактування і негативно висловився про свої робочі стосунки з Боллом на Somethingawful.com:
|  | Оригінальний сценарій був взятий з майбутньої гри «Alone In Dark» і зображав його так, ніби він насправді заснований на справжній історії приватного слідчого на північному сході США, а випадки зниклих безвісти починають розкривати тривожну паранормальну таємницю. Це було показано очима письменника, який слідкував за стосунками Едварда Кернбі та його колеги, зображених справжніми синіми комірцями, які ніколи не очікували, що в темряві їх чекають огидні істоти. Ми намагалися дотримуватися стилю Г. Ф. Лавкрафта та низькотехнологічного характеру оригінальної гри, завжди тримаючи жах у тіні, щоб ви ніколи не бачили, що на них чекає. На щастя, доктор Болл зміг найняти свою віддану команду, щоб накатати щось набагато краще, ніж наша шалена історія і додати всілякі страхіття для фільму жахів, як, наприклад, відкриття шлюзів в інші виміри, ціпочки-блондинки археологи, сексуальні сцени, божевільні вчені, стрункі собаки-монстри, військові спецпризначенці, покликані для боротьби зі стрункими собаками-монстрами, Тара Рейд, "Матриця" повільних боїв з гарматами та перегони на автомобілях. О так, і десятихвилинна історія, яка повертає назад, прочитана вголос неграмотній аудиторії, людям, здатним успішно пропустити всі негативні відгуки. Я маю на увазі пекло, Болл знає, що тут криються справжні страхи. |

## Домашнє відео
Фільм вийшов на VHS та DVD 10 травня 2005 року. Повна режисерська версія вийшла у Німеччині, Франції та Австралії та була № 1 на німецькому DVD ринку протягом трьох тижнів. Фільм вийшов на DVD у Північній Америці 25 вересня 2007 року. У новій версії була вилучена секс-сцена між Карнбі та Алін.

## Оригінальний фільм і пов'язана гра
Спочатку кіноверсія «Alone in the Dark» повинна була вийти разом із «Alone in the Dark 5»; однак творці «Alone in the Dark», Eden Games, відклали гру та повністю переробили її з нуля. Це, мабуть, є однією з причин реакції гравців на те, що версія стрічки «Один у темряві» значно відрізняється від ігрової франшизи «Alone in the Dark», хоча фільм певним чином є продовженням «Alone in the Dark: The New Nightmare». Уве Болл висловив своє розчарування у коментарі DVD для регіону 1, але також зазначив, що Атарі зіткнулися з Крістіаном Слейтером для нової гри — «Alone in the Dark 5», яка вийшла 26 червня 2008 року.

## Сприйняття

### Касові збори
«Один у темряві» в перші вихідні зібрав 2,8 мільйона доларів, зайнявши 12 місце; до кінця прокату фільм зібрав 10,4 мільйона доларів.

### Критика
Rotten Tomatoes дав фільму рейтинг 1 %, ґрунтуючись на 120 оглядах, критичний консенсус сайту звучить: «Неприйнятний майже на кожному рівні. „Один у темряві“ може не працювати як трилер, але це добре для запотиличника, недовірливого сміху». На Metacritic стрічка має оцінку 9/100, що вказує на «переважну неприязнь». CinemaScore дав фільму оцінку «F». Скотт Браун з «Entertainment Weekly» дав фільму оцінку F, коментуючи, що фільм «такий собі поганий постмодерн». У єдиному позитивному огляді фільму, каталогізованому Rotten Tomatoes, Мішель Александрія з журналу «Eclipse» пише: «„Один у темряві“ не збирається діставати місяць з неба, але це значною мірою досягається тим, з чим він повинен працювати. Просто не сприймайте це серйозно, і ви будете весело провести час».

### Нагороди та номінації
| Нагороди та номінації фільму «Один у темряві» | Нагороди та номінації фільму «Один у темряві» | Нагороди та номінації фільму «Один у темряві» | Нагороди та номінації фільму «Один у темряві» | Нагороди та номінації фільму «Один у темряві» | Нагороди та номінації фільму «Один у темряві» |
| Рік                                           | Кінофестиваль/кінопремія                      | Категорія/нагорода                            | Номінант                                      | Результат                                     |                                               |
| --------------------------------------------- | --------------------------------------------- | --------------------------------------------- | --------------------------------------------- | --------------------------------------------- | --------------------------------------------- |
| 2009                                          | «Золота малина»                               | Найгірший режисер                             | Уве Болл                                      | Номінація                                     |                                               |
| 2009                                          | «Золота малина»                               | Найгірша акторка                              | Тара Рід                                      | Номінація                                     |                                               |

## Саундтрек
Дводисковий саундтрек випустила студія Nuclear Blast, виконавчим продюсером був Вольфганг Герольд. Основною піснею стала композиція німецького гурту Agathodaimon. У фінського симфонічного метал гурту "Nightwish " вийшов музичний кліп «Wish I had an Angel» режисера Уве Болла із фрагментами фільму.
Диск 1
1. Dimmu Borgir — Vredesbyrd
2. Shadows_Fall — What Drives the Weak
3. Fear Factory — Cyberwaste
4. In Flames — Touch of Red
5. Strapping Young Lad — Devour
6. Agnostic Front — Peace
7. God Forbid — Gone Forever
8. Chimaira — Down Again
9. Dark Tranquillity — Lost to Apathy
10. Exodus — Blacklist
11. Machine Head — Imperium
12. Soilwork — Stabbing the Drama
13. Lacuna Coil — Daylight Dancer
14. The Dillinger Escape Plan — Panasonic Youth
15. Meshuggah — Rational Gaze
16. Nightwish — Wish I Had an Angel
17. Cradle of Filth — Mother of Abominations
18. Powerman 5000 — The End Of Everything
19. Ministry — The Light Pours Out Of Me
20. Agathodaimon — Alone In The Dark

Диск 2
1. Arch Enemy — Dead Eyes See No Future
2. Death Angel — The Devil Incarnate
3. Diecast — Medieval
4. Fireball Ministry — "Daughter of the Damned
5. Heaven Shall Burn — The Weapon They Fear
6. Hypocrisy — Eraser
7. Mastodon — Blood and Thunder
8. Misery Index — The Great Depression
9. Mnemic — Ghost
10. Dew-Scented — Slaughtervain
11. Suffocation — Souls to Deny
12. Raunchy — Watch Out
13. Kataklysm — As I Slither
14. Bloodbath — Outnumbering the Day
15. All Shall Perish — Deconstruction
16. Bleed the Sky — Minion
17. Samael — On Earth
18. Dying Fetus — One Shot, One Kill
19. The Haunted — 99
20. Deathstars — Synthetic Generation